# Andreas Bsteh
Andreas Bsteh SVD (* 15. Oktober 1933 in Wien; † 9. Juni 2021 in Mödling) war ein österreichischer katholischer Priester und Theologe.

## Leben
Andreas Bsteh wurde als viertes von acht Kindern des Arztes Otto Bsteh und Luise, geb. Domanig, in Wien geboren. Nach der Matura studierte er Theologie an der Universität Innsbruck. Von dort aus trat er ins Noviziat der Gesellschaft des Göttlichen Wortes (SVD) in St. Gabriel, Mödling, ein. Ab 1955 setzte er seine Studien an der ordenseigenen Theologischen Hochschule in St. Gabriel fort. Am 7. Mai 1959 wurde er ebendort zum Priester geweiht.

## Wirken
Von 1959 bis 1961 war Bsteh Seelsorger für Studierende aus Übersee in Wien und Initiator der Gründung des Afro-Asiatischen Institutes durch Kardinal Franz König. Er wurde 1965 bei Karl Rahner mit der preisgekrönten Arbeit „Zur Frage nach der Universalität der Erlösung“ promoviert. Noch im selben Jahr wurde er Professor für Fundamentaltheologie an der Hochschule St. Gabriel. Als Dekan (1971 bis 1986) erreichte er deren Neuordnung und staatliche Anerkennung. Zusätzlich war er Direktor der umfangreichen Bibliothek (1973 bis 2009).
Bsteh war 1975–2009 Direktor des Missionsethnografischen Museums.
Er war in besonderer Weise dem Dialog der Religionen zugetan. Ab 1970 organisierte er zahlreiche grundlegende wissenschaftliche Tagungen, deren Ergebnisse in verschiedenen Sprachen publiziert wurden. 1991 gründete er das Religionstheologische Institut St. Gabriel und veranstaltete 1993 und 1997 in Zusammenarbeit mit staatlichen Stellen und Fachleuten der Universität Wien internationale christlich-muslimische Dialogkonferenzen. International anerkannte Theologen aus dem Islam und dem Christentum nahmen teil, darunter auch Kardinal König.
2013 veröffentlichte er die Dokumentation seines Lebenswerkes „Geschichte eines Dialoges“. Er war Träger von Ehrenzeichen der Republik Österreich, des Landes Wien und der Marktgemeinde Maria Enzersdorf. 2014 erhielt er den Kurt-Schubert-Gedächtnispreis für interreligiöse Verständigung.
Er wurde auf dem Friedhof von St. Gabriel bestattet.

## Publikationen (in Auswahl)
- Zur Frage nach der Universalität der Erlösung (Wien 1966).
- Herausgeber von: Friede für die Menschheit (Mödling 1994).
- Geschichte eines Dialoges (Mödling 2013).
- Der Gott des Christentums und des Islams (Mödling 3. Auflage, 2013)